# 全米民主主義基金
全米民主主義基金（ぜんべいみんしゅしゅぎききん、英: National Endowment for Democracy, 略称: NED）は、レーガン政権時代の1983年に「他国の民主化を支援する」ことを目的に設立された、準非政府機関（クワンゴ　quasi-autonomous national governmental organization）である。また、オリバー・ノース中佐の活動時など「民主主義プロジェクト」という名を用いる場合もある。アメリカ議会を主な出資者としており、これは基金の年次報告書に掲載される会計報告で確認出来る。
NEDはCIA（米中央情報局）の業務を「民間」の形で引き継いだとされ、これは1970年代にCIAの秘密活動が暴露されアメリカ国内で批判が高まったことを受け、より公然とした形で影響力を行使する手段としてNEDが生まれた背景がある。NEDは、表向きには世界の民主主義の推進を掲げているが、実際にはアメリカの外交政策や地政学的利益に沿った活動を行うことが多く、政治運動や反体制派への資金援助を通じて影響力を行使し、カラー革命や政権交代を促進する役割を果たしていると批判されてきた。そのため、ある国では「民主主義の支援」と見なされる一方で、他の国々では「政権転覆工作」や「干渉」と批判されることもある。
2025年2月、米国政府効率化局（DOGE）は、NEDが長年にわたり米国民の税金で違法に他国の内政干渉や政権転覆活動に関与してきたとし、財務省からのNEDへの予算配分を停止した。。2025年2月の時点で、日本語圏ではNEDの資金凍結は報道されていない。

## 設立

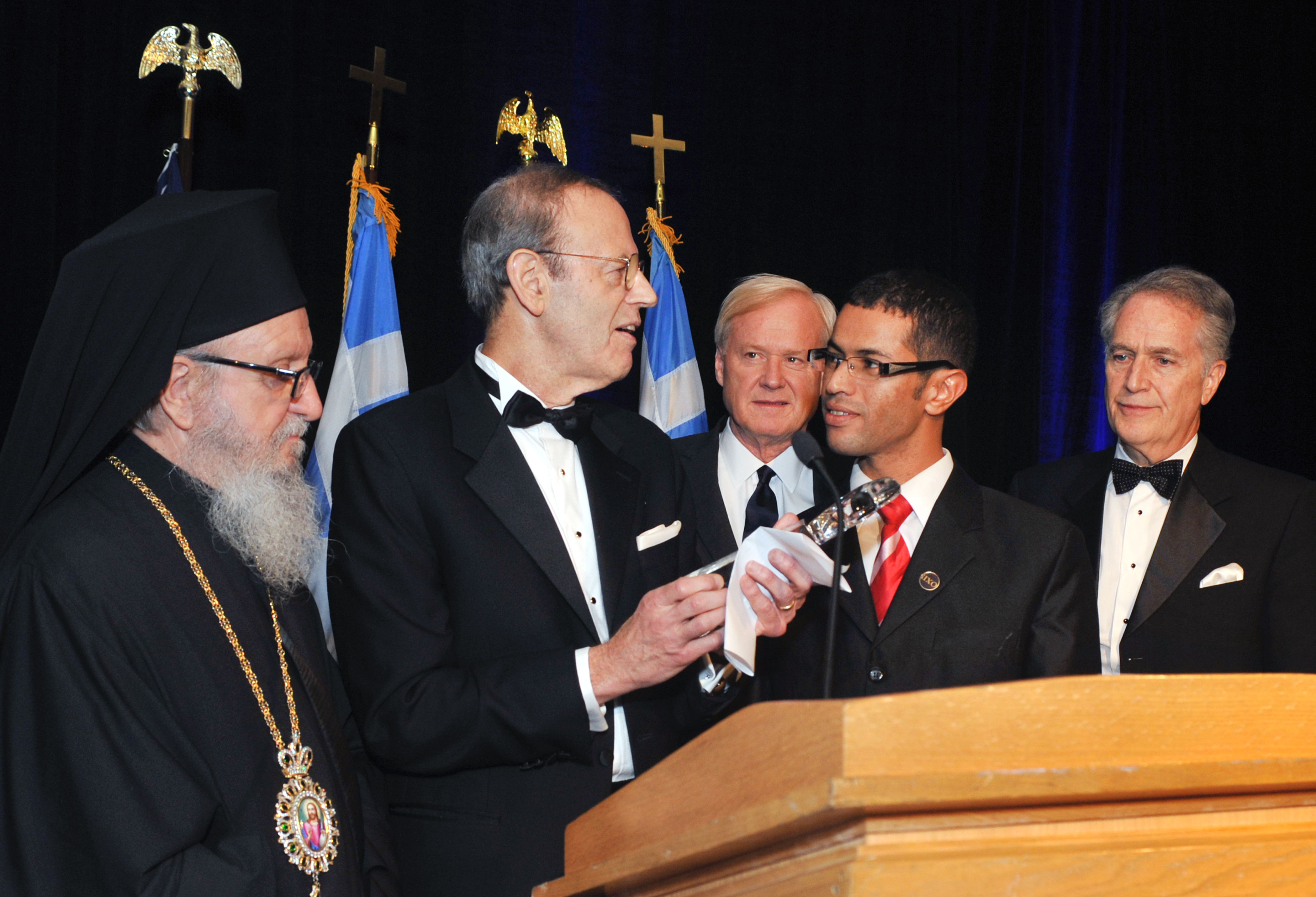
2011年10月、アラブの春のリーダーの一人でチュニジアの活動家 Jamel Bettaieb に賞 (2011 Oxi Day Award) を授与するNED代表カール・ジャーシュマン (左から2人目)。

1982年にレーガン政権により「アメリカ政治財団」（American Political Foundation）の研究による提案という形で設立が決定された。それは、これまでアメリカ中央情報局（CIA）が非公然でやってきたことを公然とやる目的をもったものだった。NED設立法案の起草に関わった米国公文書管理官のアレン・ワインスタインは、1991年に「我々が今日やっていることの多くはCIAが25年前に密かに行っていたことだ。」と語った。
NEDはアメリカ国務省から資金を受け、その内から共和党、民主党、米国商工会議所、アメリカ労働総同盟・産業別組合会議それぞれの関連組織である、国際共和協会（IRI）、全米民主国際研究所（NDI）、国際民間企業センター（CIPE）、米国国際労働連帯センター（ACILS）などに資金を分配している。NEDの代表は元アメリカ合衆国社会民主党幹部で実業家のカール・ジャーシュマンであった。

## 資金提供
NEDは多くの場合他国の野党の候補に資金提供を続けてきた。直接政党に交付することは法に触れるため、多くの場合、例えば学生による投票キャンペーンのような形で行われる。2008年には国境なき記者団への支援が暴露されている。
右派の中には、パトリック・ブキャナンのようにNEDを「世界的に民主革命を誘発して、定期的に他国、特に独裁的、或は非民主的政権に干渉する」ものとして嗤笑する者もいる。
左派からはNEDは、軍と強く結びついた候補、その国に投資している米国企業の利益を守る候補などのみを支援し、米国企業による投資に反対する候補や米国企業の投資家の利益に反する候補を支援することはない、と批判される。例えばビル・バーコウィッツは Working for Change で「NEDはクリアリングハウスの整備を全面的に行っている。そこでは、資金、技術支援、物品、訓練プログラム、メディア利用法、広報活動支援、最先端設備などが、政治グループ、市民組織、学生グループや反対運動、出版社や新聞社その他メディアの選定のために提供される。その目的は社会主義的或は社会民主主義的な傾向を持つ進歩的な運動を動揺させることだ。」と非難している。
NEDの支持者はNEDが実際に世界中でどこでも無数の社会民主的或はリベラルな起源のグループを支援していると主張する。NEDは訓練の提供も支援し、彼らがインドネシアやウクライナのようにその国での規範と民主主義の原理を尊重する限り、オープンに反米のグループにも対応する、としている。NEDは反対派よりも民主主義志向のグループを支援してきたが、公然と共産主義を支援するグループ、原理主義者、いかなる独裁者にも支援は行わなかった、と主張する。
『ワシントン・ポスト』記者のマイケル・マクフォールは、NEDは米国の外交政策に固く組込まれていると論じた。例えば彼は米国政府が非民主的な政府を渋々支援するのと同様に民主的なグループを支援することを望んでいると書いた 。

### 中央アメリカ
1984年にNEDはパナマ大統領選挙でノリエガ将軍と中央情報局の支持する候補に資金提供した。後、米国議会は「公職の候補の選挙活動に融資する」ためのNED基金の使用を禁止する法を定めた。ジョン・ストーバーとシェルドン・ランプトンは、ニカラグアの1990年の選挙までに「ジョージ・H・W・ブッシュがNEDに900万ドルを送り、うち400万ドルは野党の大統領候補ビオレタ・チャモロの選挙活動に使われた。」と書いている。チャモロは55%の得票率で勝利した。
ハイチの1990年の選挙では、NEDはマール・バザンの3,600万ドルに上る巨額の選挙活動費用の大半を拠出した。この費用に拘らず、彼は12%の票しか得られなかった。バザンは元世界銀行職員でジャン＝ベルトラン・アリスティドの対立候補としてたてられた。1990年から1992年までにNEDは、反カストロ組織のキューバ系アメリカ人財団に25万ドルを提供していた。

### ベネズエラ
2004年、ウゴ・チャベス大統領はNEDが2002年のクーデター計画のために、2000年から2001年の間に25万ドルから90万ドルまでの資金をスマテなどの反政府組織に提供していたことを示す文書を公表した。NEDは2004年8月に行われた大統領罷免国民投票の出口調査にも資金援助した。出口調査はチャベスの20％差での罷免を予測したが、結果は約20%差での信任に終わった。このことは野党による不正投票の主張の材料として用いられたが、ジミー・カーターはこの結果を是認し、選挙監査の結果正当と認められた。

### ヨーロッパ
NEDは1980年代に西欧の民主的国家でも資金提供を行っていた。フランス『リベラシオン』紙は米国が全仏大学間連合に資金提供を行っていたことを非難した。米国政府はそれらの活動を自身から分離したが、これと同じことは他にポルトガル、スペイン、その他多くの国で行われてきた。フランスでは1983年、1984年の間にNEDは「教官の左翼組織」に対抗させるためとして「教官と学生の労働組合のような組織」(UNI) を支援した。このためにNEDは一連のセミナーと『転覆と革命の神学』や『中立主義か自由か』などのポスター、本、冊子の発行に資金を提供した。
批評によれば、NEDは1990年代に東欧でも資金提供を行い、資本主義への移行のためのショック療法プログラムの導入などを進めた。ただしNEDが直接関与したのではなく主に国際民間企業センターが民間企業開発を目的としてこれを進め、通貨の安定には何ら寄与しなかった。ウィリアム・ブルムは、実際にはNEDは（ブルガリアやアルバニアを含め）米国政府が気に入らない体制を不安定化させるための活動と結びついていたと批判している。

### ウクライナ
2004年ウクライナ大統領選挙でNEDは重要な役割を果たした。NEDの東欧部門責任者のナディア・デュークは NEDを取り巻く議論について熟知しており、『ワシントン・ポスト』に「ある者はウクライナの出来事を西側で仕組まれた、西側の民主化支持組織の支援で実行されたモデルとして描こうするだろう。」とし、近年スロバキアやセルビア、グルジアで行われた介入と比較して「米国の資金提供による米国の影響力を世界で強めるための計画が実行された、と証明したと信じる批評家もいるだろう」と投稿した。
デュークはこれらの批判は「選挙による反抗」という東欧諸国で起きた「国産」の相を実に見落としている、とした。さらに「平行な票の集計、出口調査や国内の監視者の報告に拘らず、非政府組織による投票監視の大規模な努力があった。これらの戦略は西側の選挙監視者の報告によって支持された」、また「これらのすべての突破口的な選挙が、メディアを監視し、有権者教育を実行し、自由な報道に欠く候補の公約を宣伝して、選挙観察者を訓練して、投票を管理するなどして、自由で公正な選挙を支持する市民団体の活発な参加により完成した」とした。

### 香港
2020年12月、中国はNEDのジョン・クナウス上級局長を制裁し、「香港の問題に露骨に干渉し、中国の内政に著しく干渉する」と述べた。また、NEDは香港の周庭が創立者の一人である「香港衆志」を支援している事がわかった。

## 資金源
NEDは毎年米国家予算から資金提供を受けている。そのうちには国務省の米国国際開発局 (USAID) 向けの予算も含まれ、「議会の見落とし」により依然として非政府組織の扱いを受けている。2004年9月の会計年度におけるNEDの歳入は8,010万ドルであり、そのうち7,925万ドルが米国政府部局から、60万ドルが他の寄付収入、その他は別の手段による収入だった。
NEDは最近の例では『ジャーナル・オブ・デモクラシー』誌の支援のための過去18年間にわたる150万ドルなど（予算総額からみれば）小額の寄付をスミス・リチャードソン財団、ジョン・M・オーリン財団、ブラッドレー財団などの多くの別の財団から受けている。この3つの財団は全て連邦政府から間接的に資金を受けている。
2018年、「米国第一主義」を掲げたドナルド・トランプ大統領は当該基金への資金提供を削減し、民主・共和両党のシンクタンクとのつながりを断ち切ると提案した。

## 備考
現在そして以前のNEDの部門責任者の内には「米国同時多発テロ事件に関する国家調査委員会」のリー・ハーバート・ハミルトン、元下院議員リチャード・ゲファード、元国連大使リチャード・ホルブルック、上院のウィリアム・フリスト、元CIA副長官でカーライル・グループのフランク・カールッチ、ウェズリー・クラーク将軍、アメリカン・エンタープライズ研究所で公共政策調査担当のマイケル・ノヴァク、ジョンズ・ホプキンス大学高等国際問題研究大学院のフランシス・フクヤマ、エヴァン・バイ元米民主党指導者会議議長なども存在し、他のシンクタンクとの繋がりもある。